# سويتنر (ألبوم)
سويتنر (بالإنجليزية: Sweetener)‏ هو رابع ألبوم استوديو للمطربة الأمريكية أريانا غراندي، كان قد أصدر في 17 من أغسطس 2018 من شركة تسجيلات ريبابلك، هذا الألبوم يتبع الألبوم السابق دينجرس وومان الذي نزل سنة 2016. وقد عرف هذا الألبوم ظهور مميز لعدة فنانين.
الأغنية الرئيسية للألبوم هي (No Tears Left to Cry) التي نزلت في 20 من أبريل 2018، وحصلت على المركز الثالت ضمن
ترتيب بيلبورد هوت 100 في الولايات المتحدة الأمريكية، بعدها تم إصدار ثاني أغنية في الألبوم (غود إز إي وومان) في 13 يوليو 2018.

## روابط خارجية
- سويتنر على موقع ميتاكريتيك (الإنجليزية)
- سويتنر على موقع أول موفي (الإنجليزية)